# Uroleucon patagonicum
Uroleucon patagonicum är en insektsart som beskrevs av Nieto Nafría och Seco Fernández 2007. Uroleucon patagonicum ingår i släktet Uroleucon och familjen långrörsbladlöss. Inga underarter finns listade i Catalogue of Life.